# Nazionale femminile di pallacanestro della Georgia
La nazionale femminile di pallacanestro della Georgia (საქართველოს ეროვნული საკალათბურთო ნაკრები) rappresenta la Georgia nelle manifestazioni internazionali femminili di pallacanestro ed è controllata dalla Federazione cestistica della Georgia.

## Storia
Fino al 1991 ha fatto parte della nazionale sovietica.
Si è formata nel 1993, non aderendo, al contrario di altre repubbliche ex-sovietiche, alla Comunità degli Stati Indipendenti
Non ha mai partecipato ad Olimpiadi e Mondiali, e ha tentato più volte, senza successo, di qualificarsi per l'EuroBasket.

## Nazionali giovanili
- Selezioni giovanili della nazionale femminile di pallacanestro della Georgia